# Ménage
Pour les articles homonymes, voir Ménage (homonymie).

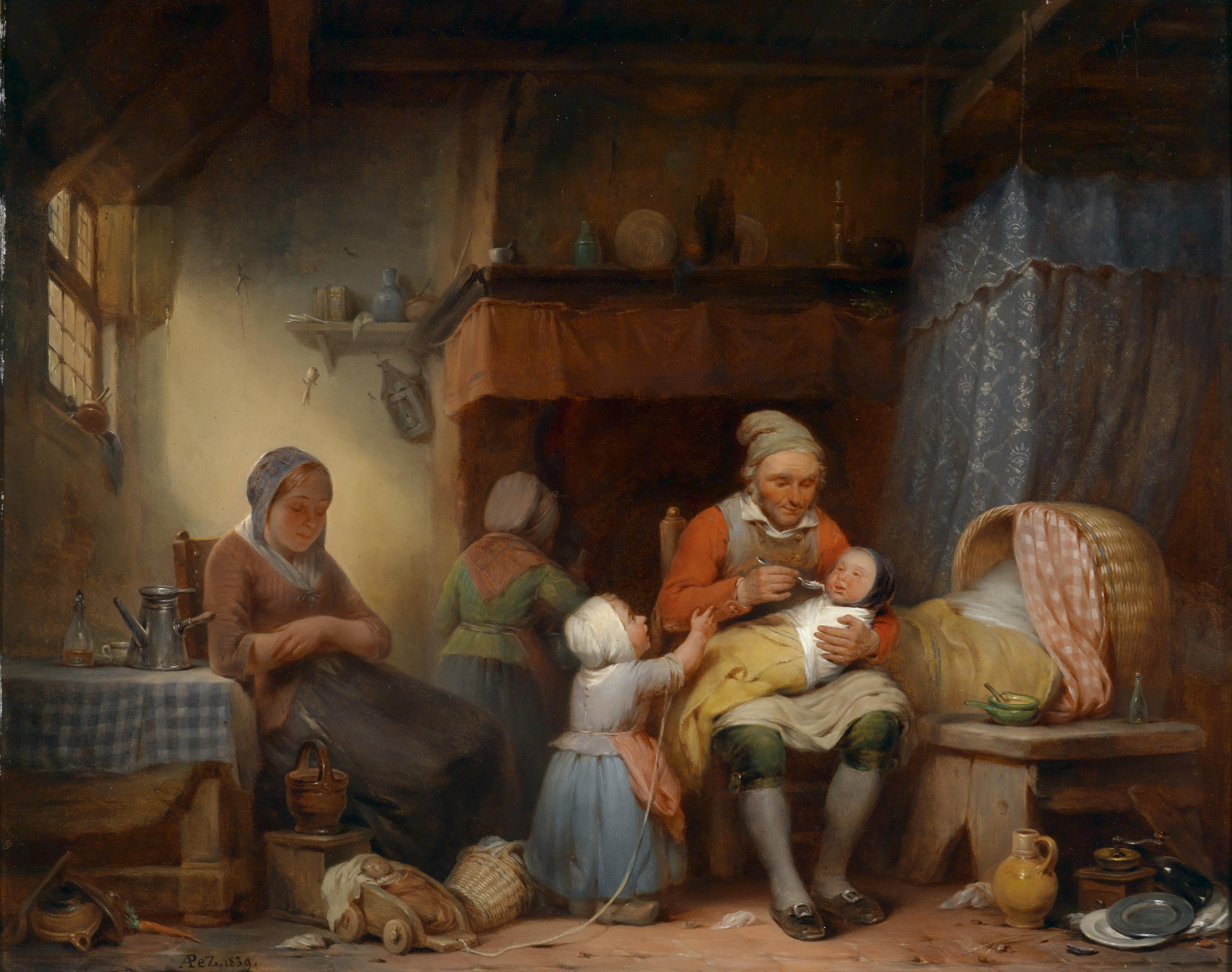
Familienidylle, tableau d'Aimé Pez (Belgique), 1839.

Un ménage (du latin mansio, « demeure ») est un ensemble de personnes partageant le même logement et participant à son économie. Il s'agit le plus souvent d'une famille ou d'une personne seule. Considéré comme une unité participant à l'économie nationale, chaque ménage est généralement assimilé de ce point de vue à un foyer fiscal.
Dans le langage courant, le ménage désigne le couple, par exemple dans l'expression « jeune ménage » pour un couple marié nouvellement installé dans son logement. Par extension, l'expression « se mettre en ménage » est souvent synonyme de vivre ensemble sans être mariés.

## En journalisme
Dans le jargon journalistique français, on désigne par le terme « ménage » le fait, pour une personnalité (journaliste, acteur, médecin), de mettre sa notoriété au service de la communication d’un organisme (entreprise commerciale, association, mouvement politique, collectivité publique, etc.).
Faire un ménage consiste souvent à jouer un rôle d'animateur lors d’un évènement promotionnel (congrès, convention, séminaire, etc.).
Cette prestation est généralement rémunérée en fonction de la notoriété du journaliste.

## En microéconomie
Le ménage est l'unité de base dans de nombreux modèles microéconomiques. Récemment certaines études microéconomiques développent des analyses intra-ménage comme les travaux de Becker et Lancaster.
La comptabilité nationale considère chaque ménage comme un agent économique. Elle distingue les ménages des autres agents économiques, tels que les entreprises et les sociétés non financières.
Les ménages sont considérés, dans la comptabilité nationale, comme un secteur institutionnel résident.
La comptabilité nationale :
- calcule ainsi le revenu, la consommation, l'épargne, l'endettement des ménages, etc.
- comptabilise les échanges monétaires entre ces divers agents.

### Unité de consommation: les dépenses
La mesure du pouvoir d'achat des ménages est biaisée si les économies d'échelle liées à la taille des ménages ne sont pas prises en compte. L’OCDE a défini une échelle d'équivalence qui attribue à un ménage un nombre d'unités de consommation (UC) qui prend en compte ces économies d'échelle (achat d’un seul bien pour tous les membres du ménage, plutôt que de plusieurs biens identiques, par exemple, une machine à laver) :
- 1 UC pour le premier adulte du ménage ;
- 0,5 UC pour les autres personnes de 14 ans ou plus ;
- 0,3 UC pour les enfants de moins de 14 ans.

### Participation à la production nationale: les revenus
Le revenu des ménages est formé de salaires, retraites, pensions, revenus d'épargne, revenus immobiliers, allocations…
En France, entre 1960 et 2006, la composition du revenu des ménages a varié : en proportion des revenus nets totaux, le revenu mixte a fortement diminué, les prélèvements obligatoires (cotisations sociales + impôts courants) ont augmenté, la part des salaires est restée assez stable (stable dans le revenu net, en augmentation dans le revenu brut), et la part des prestations sociales a augmenté.
La distribution des revenus entre les ménages suit une loi de Pareto. Par exemple, en 2011 aux États-Unis, 1 % des ménages gagnent plus de 20 % du total des revenus nets d’impôts et 20 % plus de la moitié.

### Dettes
La dette des ménages considérée dans son ensemble représente un agrégat économique. Une dette des ménages trop élevée, surtout si elle est à taux variable (c'est-à-dire que le taux d'intérêt à payer sur une dette contractée dans le passé suit l'évolution des taux d'intérêt actuels), est une fragilité potentielle pour l'économie d'un pays, qui est sujet à des crises financières ou à des chutes de la consommation en cas de hausses de taux brutales (l'endettement des ménages américains est souvent cité en exemple; depuis la fin de la seconde guerre mondiale alors que souvent les deux adultes d'un ménage touchent maintenant un salaire, les ménages américains sont de moins en moins capable d'économiser et s'endettent par conséquent).
En France, les ménages sont faiblement endettés, en comparaison avec les autres pays développés. Cependant, leur taux d'endettement a fortement augmenté pendant la première décennie du XXIe siècle. Le ratio dette des ménages sur actifs nets des ménages est en 2007 de 13,84 %. Fin 2005, les ménages résidents en France disposaient d’un patrimoine de 8 067 milliards, soit 75 % du patrimoine total de la nation, essentiellement immobilier. De 1995 à 2005, le patrimoine des ménages a augmenté de +10 % par an, supérieur à la croissance du PIB de 3,7 %. Cette augmentation du patrimoine est la conséquence de la hausse des prix de l’immobilier alimentée par la baisse des taux d'intérêt.
| Année | taux endettement (% revenu disponible) | revenu disponible moyen | revenu disponible médian |
| ----- | -------------------------------------- | ----------------------- | ------------------------ |
| 2000  | 52 %                                   | 31 990 €                | 26 930 €                 |
| 2009  | 77 %                                   | 34 540 €                | 28 740 €                 |

En France, un particulier n'a pas le droit de faire banqueroute ; une procédure de surendettement a été mise en place pour les cas les plus dramatiques (toutefois, la procédure de faillite civile s'applique aux personnes physiques ayant leur résidence en Alsace et en Moselle, particularisme hérité du droit allemand).

### Taille des ménages
La taille des ménages a également des influences sur les comportements microéconomiques. Dans les sociétés occidentales, elle a tendance à diminuer au XXe siècle en raison de plusieurs facteurs : décohabitation précoce des jeunes (leur autonomie entraîne une séparation plus tôt, facilitée par les nouveaux modes d'habitat, location, sous-location, colocation), individualisation des comportements (mise en couple plus tardive, baisse de la fécondité, hausse de la divortialité), raréfaction des familles nombreuses (triomphe de la famille nucléaire au détriment des familles complexes), allongement de la vie (résidence séparée pour les personnes âgées).